# منتخب إيران لسباعيات الرغبي
منتخب إيران لسباعيات الرغبي (بالفارسية: تیم ملی راگبی اتحادیه 7نفره ایران) هو ممثل إيران الرسمي في المنافسات الدولية في سباعيات الرغبي
.